# Liste der Filmfestivals in Dänemark
Die Liste beinhaltet die Namen der Filmfestivals, die in Dänemark stattfinden. Zudem werden genannt: die Jahreszahl der jeweiligen ersten Festival-Ausgabe, der Ort (die Stadt), in dem sich die jeweilige(n) Festival-Spielstätte(n) befinden, sowie die inhaltliche Spezialisierung des jeweiligen Festivals. Hierbei wird die Bezeichnung international verwendet, wenn es hinsichtlich der Produktionsländer der Filme keine geographische Einschränkung gibt. Die Liste ist aufsteigend nach Gründungsjahren geordnet, ein Farbwechsel in den Reihen markiert einen Wechsel im Jahrzehnt des Gründungsdatums.  
| seit | Name des Filmfestivals                 | Ort                                                                       | Ausrichtung                                          |
| ---- | -------------------------------------- | ------------------------------------------------------------------------- | ---------------------------------------------------- |
| 1975 | Odense Film Festival                   | Odense                                                                    | Kurzfilme, Dokumentarfilme, international            |
| 1986 | Copenhagen Gay & Lesbian Film Festival | Kopenhagen                                                                | schwule und lesbische Filme                          |
| 1990 | NatFilm Festival                       | Kopenhagen                                                                | international                                        |
| 1997 | Aarhus Filmfestival                    | Aarhus                                                                    | Kurzfilme, Dokumentarfilme, international            |
| 1997 | Filmdage på Kalundborgegnen            | Kalundborg                                                                | Musik in Filmen                                      |
| 1999 | Buster                                 | Kopenhagen                                                                | Kinderfilme, Jugendfilme, international              |
| 1999 | Cosmic Zoom                            | Kopenhagen                                                                | Kurzfilme, Animationsfilme, international            |
| 2002 | cph:dox                                | Kopenhagen                                                                | Dokumentarfilme, international                       |
| 2003 | Copenhagen International Film Festival | Kopenhagen                                                                | europäische Spielfilme                               |
| 2003 | Laternanordica – Nordisk Film Festival | Frederikshavn                                                             | Filme aus den nordischen Ländern                     |
| 2004 | Salaam DK - Flerkulturel Filmfestival  | Kopenhagen u. a.                                                          | Filme über Flüchtlinge und Migranten                 |
| 2005 | Filmkontakt Nord – Nordisk Panorama    | Bergen (2005), Aarhus (2006), Oulu (2007), Malmö (2008), Reykjavík (2009) | Kurz- und Dokumentarfilme aus den nordischen Ländern |